# Jerker Virdborg
Jerker Alexander Virdborg, född 8 oktober 1971 i Lindome församling i Göteborgs och Bohus län, är en svensk författare och kulturskribent. Som framträdande verk kan nämnas Svart krabba från 2002, Mannen på Trinisla från 2007 och Skyddsrummet Luxgatan från 2015. Han är bosatt i Stockholm.

## Författarskap
Virdborg provade på skrivandet på Skurups folkhögskola och Nordiska folkhögskolan i Kungälv. Definitivt gled han in på författarbanan via den tvååriga utbildningen Litterär gestaltning på Göteborgs universitet, breddad med kurser i bland annat konstvetenskap och filmvetenskap. Debutboken är Landhöjning två centimeter per natt, 2001. 
Virdborg har efter debuten gett ut en rad romaner samt ytterligare en prosabok. Kännetecknande för Virdborgs prosa är miljöernas betydelse för stämningen. Olika nedtonade övernaturliga inslag och diffusa hot är genomgående i fokus. Dessutom är Virdborgs stilistik utmärkande, exempelvis den långsamma och utdragna handlingen, och det avskalade och stundtals konstlösa språket. Generellt präglas hans böcker av ett visualiserande berättande. Allt detta är inte minst uppenbart i den prisbelönta genombrottsromanen Svart krabba från 2002 om en grupp soldaters nerviga färd över svaga havsisar mitt under ett krig och i Mannen på Trinisla från 2007 om några febrigt heta sommardagar på den bohuslänska ön Trinisla.
2009 kom romanen Kall feber, tydligt inspirerad av Karin Boyes Kallocain, på Albert Bonniers förlag. Boken nominerades till Sveriges Radios Romanpris 2010.
Novellen ”In” ur debutsamlingen Landhöjning två centimeter per natt filmatiserades 2010 i regi av Adam Berg, med Johan Widerberg och Joakim Nätterquist i huvudrollerna, och med musik av Joakim Berg och Martin Sköld från popgruppen Kent. Adam Berg vann med denna film Novellfilmspriset vid Göteborgs Filmfestival 2011. Priset på 200 000 kronor delades ut av Sveriges Television och Filminstitutet. 
Virdborg har även skrivit manus till den animerade kortfilmen Simhall i regi av Niki Lindroth von Bahr. Filmen hade premiär på filmfestivalen i Göteborg i januari 2014. Filmen har sedan visats vid ett femtontal filmfestivaler runtom i världen, bland annat i Annecy, Guanajuato, Melbourne, Edinburgh, Chicago, Abu Dhabi och Toronto. Filmen visades också vid Sundance-festivalen i USA 2015.
Virdborg finns utgiven på bland annat tyska, holländska, ryska och polska.
Parallellt med bokutgivningen har Virdborg deltagit i olika litterära projekt. Bland annat skrev han sommaren 2006 en novell på det givna temat Sommaren under påverkan av..., som sedan dramatiserades med Reine Brynolfsson i Sveriges Radio. I projektet deltog även Åsa Larsson, Jonas Hassen Khemiri och Mirja Unge. Under vintern 2007/2008 deltog han i ett projekt där svensk litteratur försökte flytta fram positionerna i franskt kulturliv efter att Stieg Larssons Millenniumtrilogi rönt stora framgångar där.
I oktober 2012 utkom Virdborgs roman Staden och lågorna. Det är en klaustrofobisk berättelse, tydligt influerad av Franz Kafka, om en man instängd i en våldsam medeltida stad präglad av brist på överblick och skrämmande, förskjutna tidsperspektiv. 

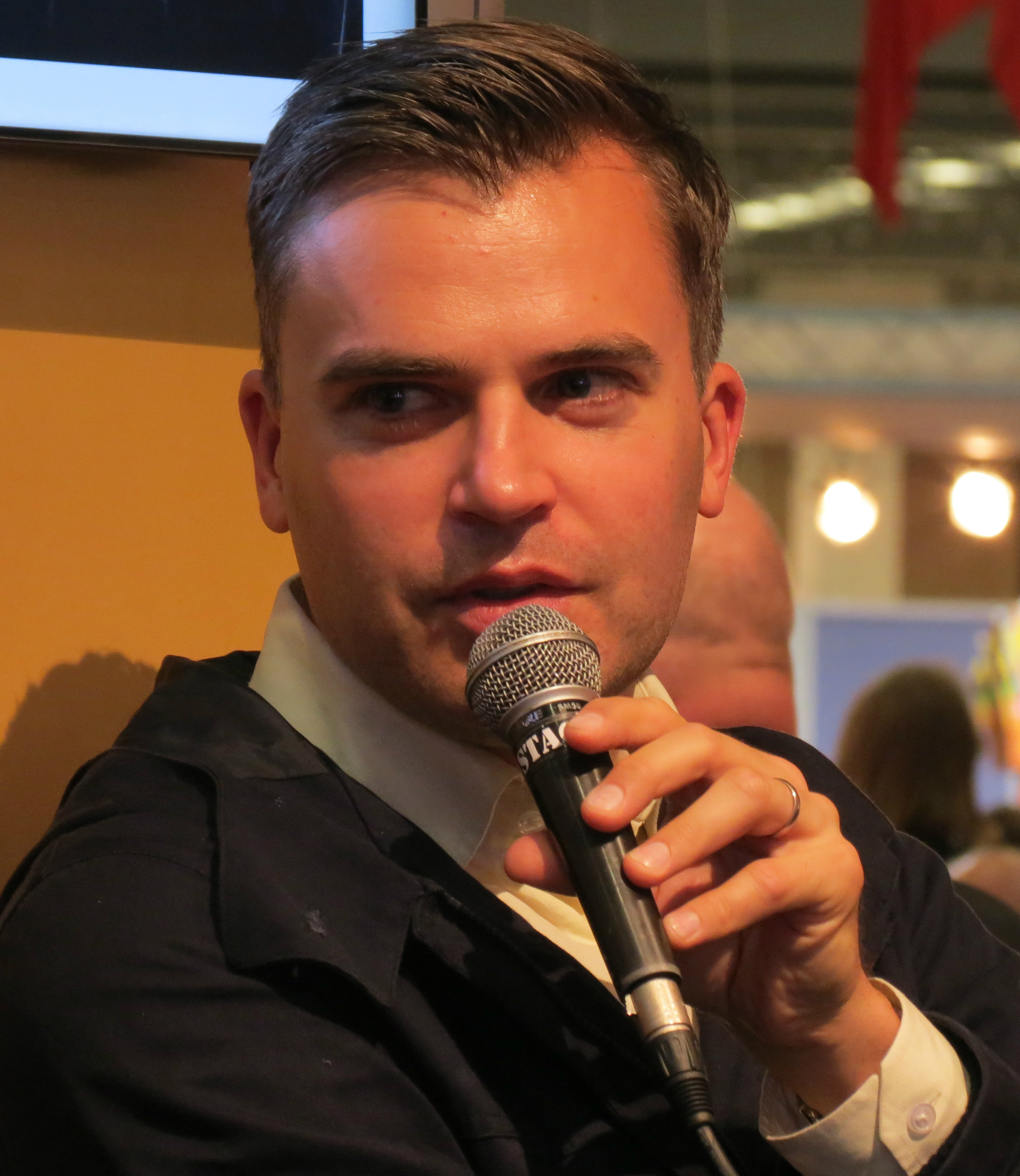
Jerker Virdborg på bokmässan i Göteborg 2014.

I december 2013 avslöjade Virdborg att han tillsammans med författaren och den före detta teve-programledaren Daniel Sjölin ligger bakom pseudonymen Michael Mortimer. Den första boken i en planerad serie om sex, Jungfrustenen, utkom i oktober 2013, del två, Fossildrottningen, i maj 2014 och del tre, Blodssystrarna, i september 2015.
I februari 2015 utgavs prosaboken Skyddsrummet Luxgatan där femton kortare berättelser omges av en ramberättelse om en vistelse i ett svenskt skyddsrum under attack. Tematiken känns igen från debutromanen Svart Krabba och anknyter till samtidens konflikthärdar i till exempel Ukraina eller Mellanöstern, men där förloppen är förlagda till ett igenkännbart Sverige, märkt av ockupation och inbördeskrig. Somliga av texterna har också tydligt surrealistiska drag. Boken fick genomgående positivt mottagande och strax efter utgivningen tilldelades Virdborg Samfundet De Nios Vinterpris.
I september 2017 publicerades romanen Sommaren, syster som skildrar två syskons vandring under en sommar genom ett krigsdrabbat Sverige. Boken fick ett generöst mottagande. I Sydsvenska Dagbladet skrev Amanda Svensson att "berättelsen vibrerar av apokalyptisk skönhet" och i Göteborgs-Posten kallade Cecilia Nelson romanen för "en akut politisk text, en synnerligen engagerande historia, helt enkelt en väldigt bra bok."
År 2018 strömmade Sveriges Radio Drama Virdborgs P3-serie "Tunnlarna" i åtta avsnitt, i regi av Fijona Jonuzi .
Sommaren 2020 tilldelades Virdborg Ole och Ann-Marie Söderströms pris.
I september 2020 utkom romanen Mamma i soffa, en humoristiskt absurdistisk men också hotfull och existentiellt uppfordrande berättelse om några vuxna barn som tvingas hantera en märklig situation i ett möbelvaruhus, där deras mamma satt sig i en soffa som hon vägrar lämna. Göteborgs-Postens Gordana Spasic beskrev texten som "Virdborgs mest fulländade verk hittills" och Expressens Martina Montelius att den "äger en torr och saklig smärta som gör den till en alldeles särskild sorts poesi. Faktiskt: en hyperkontrollerad, litterärt högoktanig gråt".
I november 2020 tillkännagavs det att Netflix i samarbete med det svenska produktionsbolaget Indio skulle spela in en filmatisering av Svart krabba med Noomi Rapace i huvudrollen, i regi av Adam Berg. Filmen hade premiär på Netflix i mars 2022 och blev under april månad samma år den mest strömmade filmen i mer än 50 länder. Filmen är en av de globalt mest sedda svenskspråkiga filmerna någonsin, med mer än 125 miljoner strömningar.

I februari 2023 publicerades romanen Cirkelns fyra hörn som handlar om en son och en pappa på en gåtfull bussrundtur i Stockholms innerstad, där privata och allmänna hemligheter avslöjas under ett allt mer stigande inre tryck. I Dagens Nyheter beskrev kritikern Kristina Lindquist boken som "en otäck sinnesrubbning, en manipulation och en kamp om verkligheten med kraft att slunga läsaren ur kurs."
I augusti 2023 tillkännagavs att den svenske regissören Niclas Larsson spelat in en amerikansk film baserad på "Mamma i soffa" med titeln Mother, Couch. Filmen hade världspremiär på Torontos filmfestival i september 2023. I rollerna syns bland andra Ewan McGregor, Ellen Burstyn, Lara Flynn Boyle, Rhys Ifans, Taylor Russell och F. Murray Abraham.
Den producerades av Sara Murphy, Alex Black,
Ella Bishop och
Pau Suris.

## Kulturjournalistik och kulturdebatt
Hösten 2002 ifrågasatte Virdborg i tidskriften 00tals temanummer om "novellboomen" i Sverige bilden av svensk novellkonst som alltför likriktad. Därefter har han skrivit i exempelvis Dagens Nyheter och tidskriften Vi. Han har där bland annat intervjuat Benny Andersson, Fredrik Reinfeldt, Karl Ove Knausgård, Sara Stridsberg och Barbro Lindgren. Sommaren 2010 hördes Virdborg även i Sveriges Radio och programmet Skriv!, där han tillsammans med författaren Elsie Johansson läste och samtalade om lyssnarnas inskickade texter. 
Som kulturdebattör har Virdborg varit kritisk till så kallad experimenterande litteratur. Detta blev särskilt tydligt i Manifest för ett nytt litterärt decennium, publicerat i Dagens Nyheter i augusti 2009. Detta startade en debatt om vad god litteratur och romankonst egentligen är, och tog tydligt ställning för en berättande epik och uppenbart fiktiva berättelser.
I december 2011 publicerade Dagens Nyheter en längre mejlväxling mellan Virdborg och socialdemokraternas partiledare Håkan Juholt. Texten diskuterade framför allt beröringspunkter mellan litteratur och politik.
Under våren 2015 publicerade Virdborg en uppmärksammad text i Expressen om sina intryck efter en tennisturnering på Turkiets sydkust, nära gränsen till Syrien. I juli samma år skrev han en längre text för Dagens Nyheter om en cykeltur mellan ett antal författargravar i Stockholm. 
Virdborg skriver sporadiskt essäer och kritik och har till exempel för Dagens Nyheter recenserat Lennart Nilssons fotobok Stockholm (2008) och skrivit förordet till en nyutgåva av Karin Boyes Kallocain (2010), samt en essä om Karin Boyes prosa i Samfundet de Nios Litterära Kalender 2010 – "Att våga gestalta det outhärdliga." 
2008–2011 satt Virdborg med i juryn för Tidningen Vi:s litteraturpris.
2011–2013 var Virdborg en av bedömarna inom Kulturbryggan, en statlig kommitté med uppdrag att skapa en ny statlig stödform för förnyelse och utveckling inom kulturområdet samt att årligen utdela stöd till det fria kulturlivet om 25 miljoner kronor.
Sedan 2013 sitter Virdborg med som ledamot i Albert Bonniers 100-årsminne, en fond som varje år delar ut ett antal stipendier till författare, illustratörer och översättare.
Han är också ledamot i Albert Bonniers stipendiefond för yngre och nyare författare.
Under 2016 och 2017 intervjuade Virdborg bland annat Salman Rushdie, Zadie Smith och Don DeLillo för tidskriften Vi Läser respektive Aftonbladet.
Tillsammans med Ingrid Elam var Virdborg redaktör för en omfattande antologi med svensk novellistik från romantiken fram till nu. Boken utgavs på Allbert Bonniers förlag i maj 2018 med titeln Svenska noveller, från Almqvist till Stoor.
Under åren 2017–2020 skrev Virdborg regelbundet litteraturkrönikor i Dagens Nyheter.
Sedan 2017 är Virdborg konstnärlig ledare för en litterär scen i Röda rummet på Berns i Stockholm. Regelbundet arrangeras där kvällar med skiftande litterära teman och namnkunniga gäster.

### Novellsamlingar
- 2001 – Landhöjning två centimeter per natt (Norstedts förlag)
- 2015 – Skyddsrummet Luxgatan (Albert Bonniers förlag)

### Romaner
- 2002 – Svart krabba (Norstedts förlag)
- 2005 – Försvinnarna (Norstedts förlag)
- 2007 – Mannen på Trinisla (Norstedts förlag)
- 2009 – Kall feber (Albert Bonniers Förlag)
- 2012 – Staden och lågorna (Albert Bonniers Förlag)
- 2013 – Jungfrustenen. Mortimer: 1 (tillsammans med Daniel Sjölin under pseudonymen Michael Mortimer) (Norstedts förlag)
- 2014 – Fossildrottningen. Mortimer: 2 (tillsammans med Daniel Sjölin under pseudonymen Michael Mortimer) (Norstedts förlag)
- 2015 – Blodssystrarna. Mortimer: 3 (tillsammans med Daniel Sjölin under pseudonymen Michael Mortimer) (Norstedts förlag)
- 2017 – Sommaren, syster (Albert Bonniers Förlag)
- 2020 – Mamma i soffa (Albert Bonniers Förlag)
- 2023 – Cirkelns fyra hörn (Albert Bonniers Förlag)
- 2025 – Bro, bro (Albert Bonniers Förlag)

### Noveller
- 1998 – Färd (Publicerad i tidningen 90-tal)
- 2001 – Båttur (Publicerad i Vin & Sprits tidning Absolut sommar)
- 2002 – Gavelgränd (Publicerad i tidningen Vi)
- 2006 – Sommaren under påverkan av en förtöjning (Dramatiserad av Sveriges Radios radioteater)
- 2013 – Funkislampa (Publicerad av förlaget Novellix)
- 2014 – Något som händer nere i tunnelbanan vid Karlaplan (Publicerad i svenska Granta nr 1 med temat "Gränser")

### Antologier
- 2018 – Svenska noveller: Från Almqvist till Stoor (Redaktörer: Ingrid Elam och Jerker Virdborg) (Albert Bonniers Förlag)

## Priser och utmärkelser
- 2001 – Nöjesguidens Göteborgspris för Landhöjning två centimeter per natt
- 2002 – Tidningen Vi:s litteraturpris för Svart krabba
- 2010 – Karin Boyes litterära pris för Kall feber
- 2010 – Albert Bonniers stipendiefond för yngre och nyare författare
- 2015 – De Nios Vinterpris
- 2020 – Ole och Ann-Marie Söderströms pris